# Liste der Bodendenkmäler in Unna
Die Liste der Bodendenkmäler in Unna führt die Bodendenkmäler der Stadt Unna auf.

## Bodendenkmäler
| Nummer | Lagebezeichnung | Beschreibung                                                       | Eingetragen: | Bild                               |
| ------ | --------------- | ------------------------------------------------------------------ | ------------ | ---------------------------------- |
| B 001  |                 | Gräftenreste des ehem. Hauses Heide                                |              | Ehemaliger Gräfte des Hauses Heyde |
| B 002  |                 | Burganlage Timmerhof, Afferder Weg bei Nr. 23                      |              |                                    |
| B 003  |                 | Bereich der ehemaligen Burg Unna                                   |              |                                    |
| B 004  |                 | Standort des ehemaligen Friedhofes                                 |              |                                    |
| B 005  |                 | Bereich ev. Stadtkirche                                            |              |                                    |
| B 006  |                 | Marktplatz                                                         |              |                                    |
| B 007  |                 | Bereich des ehem. Augustinerinnenklosters                          |              |                                    |
| B 008  |                 | Neolithische u. eisenzeitliche Siedlung nordwestlich v. Nordlünern |              |                                    |